# Kemiåret

Kemiårets logotyp.

Kemiåret (eller kemins år) var ett av Förenta nationerna (FN) utsett internationellt temaår 2011. Temaårets syfte var att uppmärksamma och fira kemins bidrag till mänskligheten genom olika aktiviteter och evenemang. Det beslutade FN i december 2008. Årets olika evenemang organiseras av IUPAC, International Union of Pure and Applied Chemistry, och av Unesco, United Nations Educational, Scientific, and Cultural Organization. I Sverige var Nationalkommittén för kemi huvudman.

## Tema
Temat för kemiåret var "Kemi – vårt liv, vår framtid". Enligt beslut från Unesco fokuserade man särskilt på "kemins bedrifter och dess bidrag till mänsklighetens välmående". Syftet var att öka medvetenheten om kemi bland allmänheten och att attrahera unga människor till ämnet, samt understryka kemins roll i att lösa globala problem.

## Evenemang
Evenemang under kemiåret organiserades i Sverige av Nationalkommittén för kemi, Svenska Kemistsamfundet, Kemilärarnas resurscentrum, Plast- & Kemiföretagen och andra organisationer.

## Bakgrund
Förslaget om att utse år 2011 till Kemins år lämnades in av Etiopien och stöttades av 23 andra nationer. Argument som framfördes var bland annat att kemin ger viktiga bidrag till att nå FN:s mål om "Undervisning för hållbar utveckling".